# Hipogrif
Hipogrif je mitološko bitje, ki spominja na krilatega konja z orlovo glavo in zgornjim delom telesa. 
Prvo zabeleženo omembo hipogrifa je izdelal latinski pesnik Virgilij v svoji zbirki pesmi Bukolika (grško Eclogae). Čeprav je bil upodobljen že v klasični dobi in v času vladavine Merovingov, ga je prvi imenoval Ludovico Ariosto v svoji pesnitvi Besneči Orlando na začetku 16. stoletja. V pesmi je hipogrif žrebec rojen iz kobile in grifina - je zelo hiter in je predstavljen, kako leti po vsem svetu in na luno. Jezdil je s čarovniki in potujočim vitezom Rogerjem, ki je na stvorovem hrbtu osvobodil lepo Angelico. 
Včasih je upodobljen na heraldičnih grbih. Hipogrif je postal predmet likovne umetnosti v 19. stoletju, ko ga je pogosto upodabljal Gustave Doré.

## Etimologija
Beseda hipogrif, (tudi hippogryph in hippogryphe) >  izhaja iz starogrške besede ἵππος, ki pomeni »konja« in italijanske besede grifo kar pomeni grifin (iz latinske gryp ali gryphus), ki označuje drugo mitološko bitje, glavo orla in telo leva, ki je bi oče hipogrifa. Beseda hipogrif je bila sprejeta v angleščino malo pred letom 1615.

## Zgodnji primeri
Besneči Roland je viteški ep in najpomembnejše Ariostovo pesniško delo. Ep je nastajal med letoma 1503 do 1521. Opis hipogrifa se nahaja v IV pesmi, v XVIII in XIX kitici iz leta 1516.
Thomas Bulfinch, ameriški mitolog (1796 - 1867) - Legende Karla Velikega, piše: 
"Podoben grifinu, ima glavo orla, oborožen s kremplji in krili, prekrit s perjem, preostali del njegovega telesa je konjski. Ta čudna žival se imenuje hipogrif. Hipogrif je rekel, da je počivajoči zli duh in njegova duša je v konju in grifinu. 

## Prepričanja in simbolizem
Po Vidalu, katalonskem zgodovinarju, naj bi to bitje živelo v srednjem veku v bližini Céreta, v okrožju Roussillon v današnji Franciji. Sledove parkljev so našli na skali ob Mas Carol. Verovanje v obstoj hipogrifa kot ga opisuje Ariosto, je ostro napadel v znanstvenem eseju o religiji leta 1862, kjer trdi, da takšna žival ni ne božansko stvarjenje, niti resnično obstaja. Hipogrif naj bi bila mešanica različnih živali in avtor ugotavlja, da krila ne bi mogla nositi težo tako velike živali, kar dokazuje, da ne obstaja. V skladu s tradicijo pravi, da je hipogrif simbol ljubezni, kot njegovi starši, kobila in grifin, ki sta sicer naravna sovražnika. 

## Moderni prikazi
V potegavščini storjeni leta 1904, so prevaranti uporabljali pošast z glavo ptice roparice, zobmi in dvema velikima konjskima ušesoma, ki jih je bilo mogoče upravljati, v jezeru Lake George, država New York in ki je postal znan kot Hipogrif. Potegavščina je zbledela šele leta 1999, saj je več ljudi, ki so bivali na Island Harbour House Hotel izjavilo, da so ponoči videli morsko pošast. Staro potegavščino sta odkrila Daily News in Lake George Historical Association Museum, ki je ustvaril leseno pošast, kopijo izvirnika in jo prikazal javnosti v avgustu 2002. 
Fantazijska igra Dungeons & Dragons vključuje različico bitja, ki je opisano, kot da ima konjska ušesa, vrat, grivo, trup in zadnje noge in orlova krila, sprednje noge in glavo. V skladu s pravili v igri so bitja tesno povezana z grifini in pegazom. 
Hipogrif, imenovan Žreboklun (Buckbeak), ima pomembno vlogo v Harryju Potterju.  Peter Dendle pravi, da je prikazovanje ravnanja z Žreboklunom v romanu primer, ki kaže "čustveno potrebo, da izrazijo simbolično prevlado" , kakor tudi ena od epizod, ki omogoča Harryju, da bo prikazan kot "trajni osvoboditelj od vseh možnih bitij."  Al Roker imenuje kreacijo Žrebokluna v Harry Potter in jetnik iz Azkabana kot eno od najbolj veličastnih in realnih bitij v filmski zgodovini. Značaj je bil uporabljen za izdelavo teme tobogana imenovanega Flight of the Hippogriff na Floridi zabaviščnem parku The Wizarding World of Harry Potter, v katerem so avtomobili prekriti s protjem in se vozi mimo kipa hipogrifa v gnezdu. 